# St. Vitus (Tiefenbach)

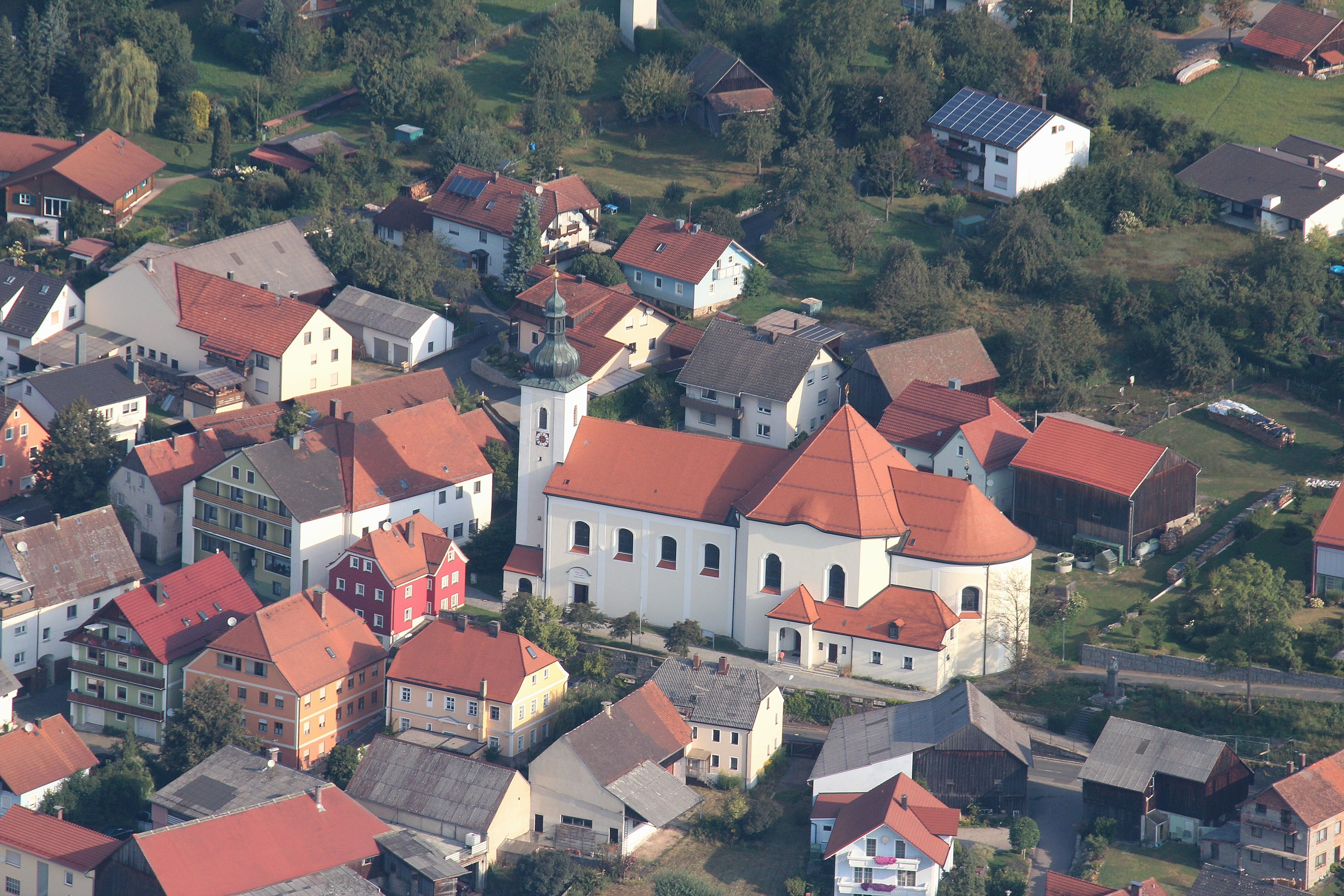
St. Vitus (Tiefenbach)

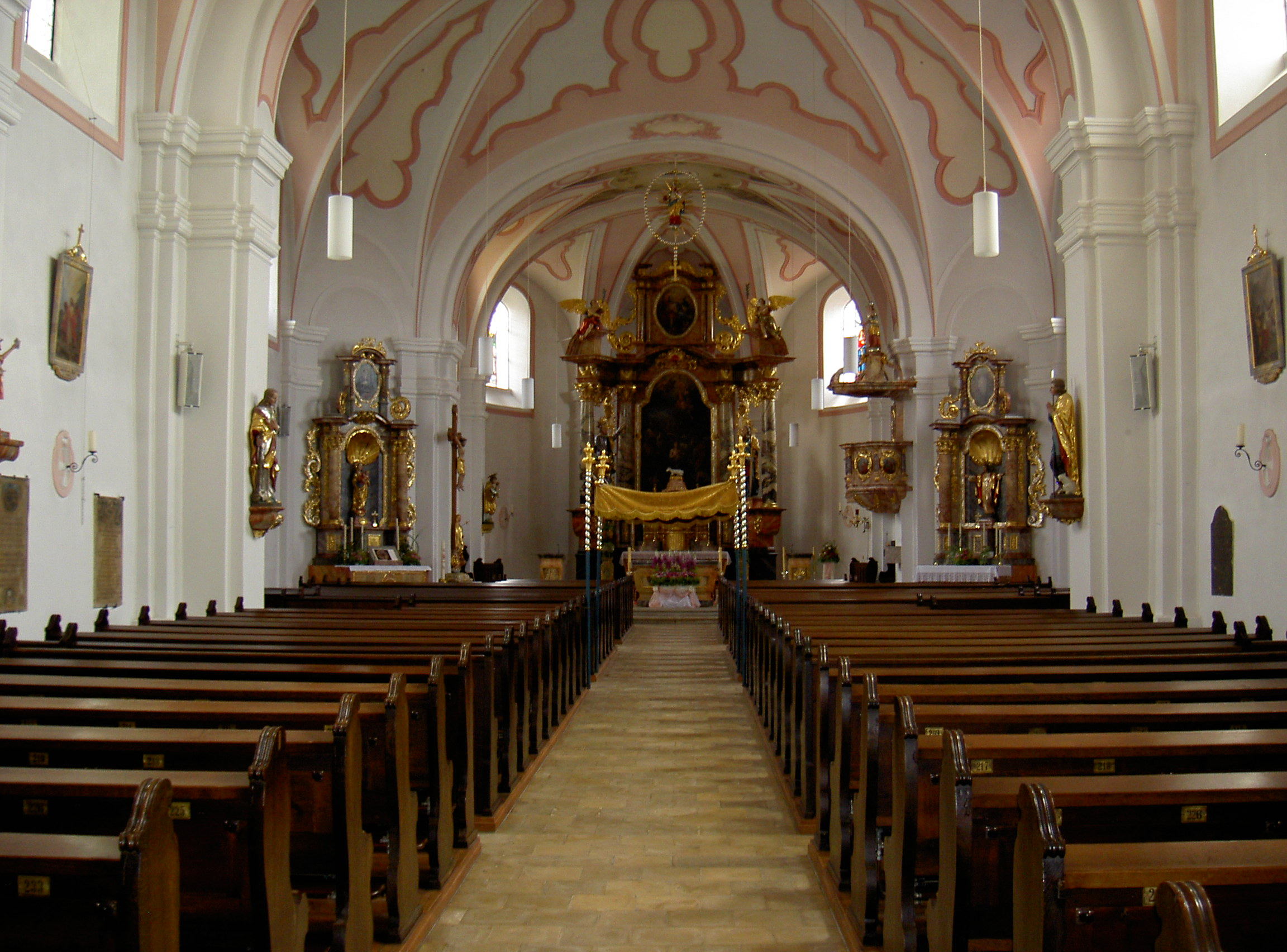
Innenansicht

Die römisch-katholische, denkmalgeschützte Pfarrkirche St. Vitus steht in Tiefenbach, einer Gemeinde im Landkreis Cham in der Oberpfalz. Die Kirche gehört zum Bistum Regensburg. Das Bauwerk ist unter der Denkmalnummer D-3-72-163-2 als Baudenkmal in die Bayerische Denkmalliste eingetragen.

## Beschreibung
Die Saalkirche wurde 1719–21 mit einem barocken Langhaus und einem Fassadenturm im Westen erbaut. Das Langhaus wurde 1914 nach Osten um ein langgestrecktes Oktogon und einen halbrund geschlossenen Chor erweitert. Das oberste Geschoss des Fassadenturms beherbergt die Turmuhr und den Glockenstuhl. Darauf wurde 1759 eine Zwiebelhaube gesetzt, die mit einer Laterne bekrönt ist.
Der Innenraum des Langhauses ist mit einem Stichkappengewölbe überspannt, das auf Pilastern an den Wänden ruht. Die Deckenmalereien im Chor wurden 1915 von Josef Wittmann geschaffen. Die Kirchenausstattung stammt aus der Bauzeit. Hierzu zählt der um 1720 gebaute Hochaltar, dessen Altarretabel mit der Darstellung des heiligen Vitus von vier Säulen flankiert wird.